# Jasmineae
Jasmineae, tribus grmova iz porodice maslinovki. Tri roda, posljednji je 2014. opisan Chrysojasminum, čije su vrste izdvojene iz roda Jasminum.

## Rodovi
1. Chrysojasminum Banfi (10 spp.)
2. Jasminum L. (194 spp.)
3. Menodora Bonpl. (26 spp.)